# Carcharodini
Los carcharodinos (Carcharodini) son una tribu  de lepidópteros ditrisios  de la subfamilia Pyrginae dentro de la familia Hesperiidae.

## Géneros
| - Arteurotia - Bolla - Burca - Carcharodus - Conognathus - Cyclosemia - Fuscocimex - Gomalia - Gorgopas - Hesperopsis | - Iliana - Jera - Mictris - Mimia - Morvina - Muschampia - Myrinia - Nisoniades - Noctuana - Ocella | - Pachyneuria - Pellicia - Pholisora - Polyctor - Sophista - Spialia - Staphylus - Xispia - Viola - Windia |